# Batinjska Rijeka
Batinjska Rijeka is een plaats in de gemeente Đulovac in de Kroatische provincie Bjelovar-Bilogora. De plaats telt 15 inwoners (2001).